# Bastiaan Gruppen
Bastiaan Gruppen (Meppel, 15 april 1987) is een Nederlands wielrenner die gespecialiseerd is in de tijdrit.
Gruppen, die een deel van zijn linker onderarm mist, begon met wielrennen in het reguliere wielrennen. Nadat hij in het reguliere wielrennen niet meer verder kon vanwege zijn handicap, besloot Gruppen in 2009 te stoppen met wielrennen. Op aandringen van zijn familie is Gruppen zich daarna toch nog gaan verdiepen in het aangepast wielrennen en besloot hij er toch weer voor te gaan en nu in het aangepaste wielrennen. Gruppen komt uit in de klasse C5 en hij fietst met een aangepast stuur. Gruppen wist zich tijdens de wereldbeker wedstrijden in het Spaanse Segovia te kwalificeren voor de tijdrit op de Paralympische Zomerspelen 2012 in Londen.

## Prothese
Gruppen paste zijn stuur eerst zelf aan aan het ontbrekende deel van zijn onderarm met een koker van een bekend chipsmerk. Na een interview met RTV Drenthe naar aanleiding van zijn Paralympische nominatie werd Gruppen benaderd door een prothesemaker die uiteindelijk een prothese heeft gemaakt voor Gruppen aan zijn stuur. Daardoor kan Gruppen nu beter sturen en dieper zitten bij het tijdrijden.